# Stratigrafie Měsíce

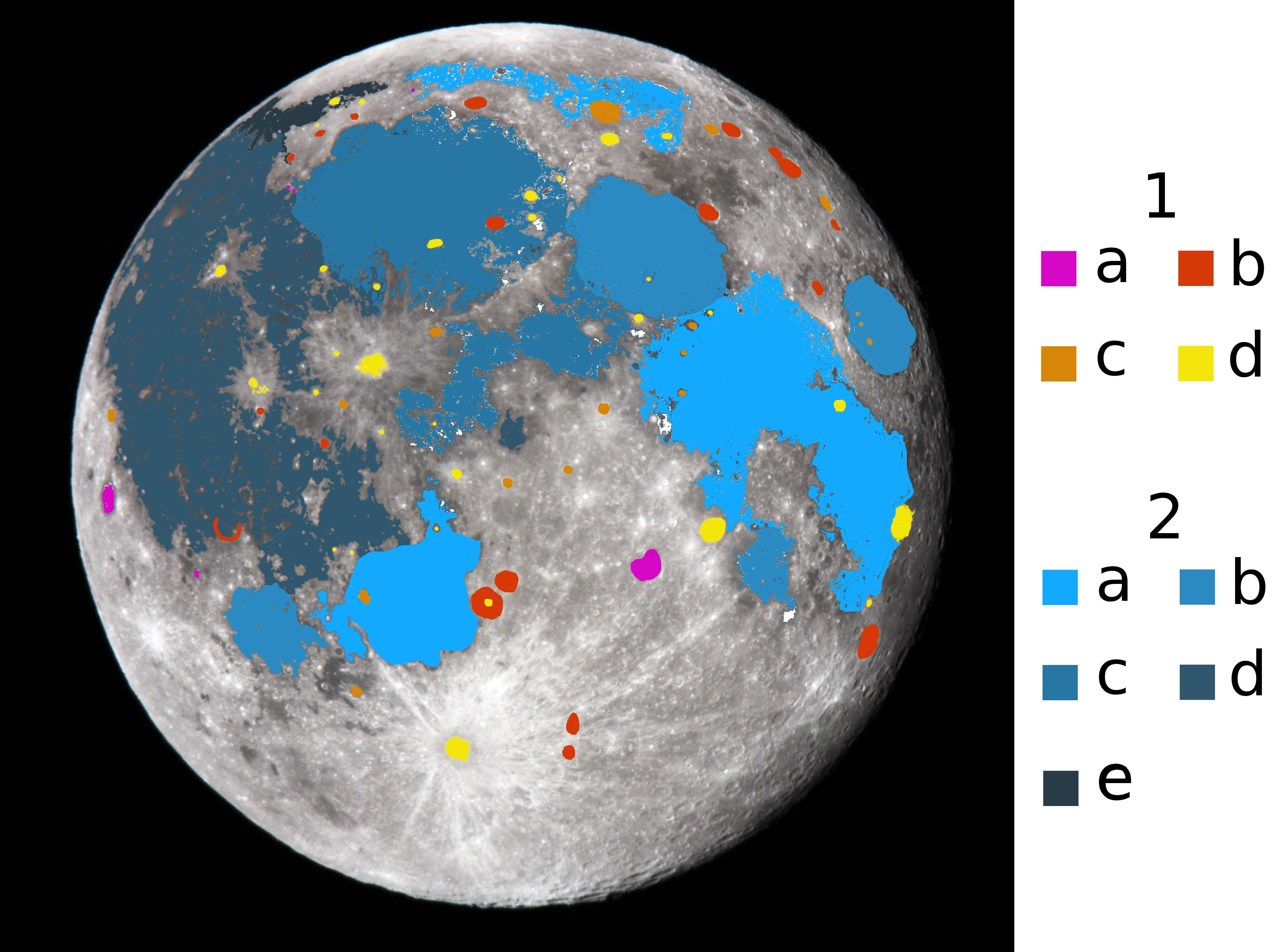
Znázornění stáří některých oblastí na Měsíci: 1 – Stáří kráterů (a - Éra nektarická, b - Éra imbrická, c - Éra eratosthénská, d - Éra kopernická);
2 – Stáří moří (a - Éra přednektarická, b - Éra nektarická, c - Éra raně imbrická, d - Éra pozdně imbrická, e - Éra eratosthénská)

Stratigrafie Měsíce je vědní disciplína v planetologii, která se snaží rozčlenit základní stratigrafické jednotky na povrchu Měsíce. V současnosti se skládá z pěti základních jednotek, které se podobně jako u geologického vývoje Země nazývají éry (věky). Jsou to (od nejstarší po nejmladší) Éra přednektarická, Éra nektarická, Éra imbrická, Éra eratosthénská, Éra kopernická. Názvy byly nejčastěji zvoleny podle nejvýraznějších útvarů Měsíce, které v jednotlivých obdobích vznikly.
Pro určování relativního stáří hornin se využívá model „počítání množství impaktních kráterů“. Měsíc byl také navštíven lidmi během projektu Apollo (11 až 17, vyjma Apolla 13), kteří přivezli vzorky měsíční horniny z místa přistání. Vzorky byly následně datovány pomocí radioaktivních rozpadových řad, což určilo jejich absolutní stáří. Na základě těchto údajů byly datovány některé útvary nacházející se na Měsíci, jako je stáří kráteru Tycho nebo stáří Mare Nectaris.

## Éry a geologické události[1]
- Éra přednektarická (před 4,53 mld. let až před 3,92 mld. let) — došlo ke vzniku Měsíce a formování měsíční kůry. Ta byla silně bombardována asteroidy.
- Éra nektarická (před 3,92 mld. let až před 3,85 mld. let) — na počátku tohoto období vznikla v oblasti dnešního Mare Nectaris (Moře nektaru) pánev Nectaris. Byla jedna z prvních velkých mnohaprstencových pánví, které v tomto období vznikly.
- Éra imbrická (před 3,85 mld. let až před 3,2 mld. let) — na počátku tohoto období došlo v oblasti dnešního Mare Imbrium (Moře dešťů) k pádu planetky o průměru asi 100 km, který způsobil vznik pánve Imbrium. Imbrická éra se dělí na raně imbrickou, kdy vznikaly velké pánve a pozdně imbrickou, kdy tyto pánve byly většinou vyplněny čedičem při vulkanické aktivitě. Tak vznikly dnešní měsíční moře.
- Éra eratosthénská (před 3,2 mld. let až před 1,2 mld. let) — v tomto období vznikaly mírně erodované krátery, jejichž paprsky tvořené sekundárními krátery jsou již zahlazené. Příkladem takového kráteru je kráter Eratosthenes.
- Éra kopernická (před 1,2 mld. let až po současnost) — v tomto období vznikaly mladé krátery, se světlými paprsky. Příkladem těchto kráterů je kráter Koperník nebo kráter Tycho.